# بطولة أمم أوروبا 1992
بطولة أمم أوروبا 1992 أقيمت في السويد، في الفترة ما بين 10 يونيو 1992 و26 يونيو 1992.
وقد اشتركت في البطولة 8 فرق، وكان على سبع فرق أن تتأهل إلى البطولة، حيث تأهل المنتخب المضيف (السويد) إلى البطولة مباشرة، وقد تأهل منتخب الاتحاد السوفييتي لكرة القدم قبل أن يتفكك الاتحاد السوفييتي، لذا فقد لعبت الدول المستقلة تحت اسم اتحاد الدول المستقلة، وقد كان يضم كل من : روسيا وأوكرانيا وبيلاروسيا وكازاخستان وأوزباكستان وتركمانستان وقيرغيزستان وأرمينيا ومولدوفا وطاجيكستان، ولم تشارك خمسة من الدول ال15 في الاتحاد، والدول هي : أستونيا ولاتفيا وليتوانيا وجورجيا وأذربيجان.
وقد تأهلت يوغسلافيا إلى البطولة، ولكن بعد ذلك قامت حرب يوغوسلافيا، لذا أعتبر الفريق غير متأهل، وتأهلت بدلًا عنه الدنمارك، وللمفارقة فإن منتخب الدنمارك لكرة القدم فاز في البطولة، بالرغم من أنه لم يتأهل إليها بشكل مباشر.
وقد اتحدت ألمانيا الشرقية مع ألمانيا الغربية لتلعب تحت اسم منتخب ألمانيا لكرة القدم.

## المنتخبات المتأهلة
| البلد                | تأهل بصفته     | تاريخ ضمان التأهل | المشاركات السابقة في البطولة     |
| -------------------- | -------------- | ----------------- | -------------------------------- |
| السويد               | المضيف         | 2 فبراير 1990     | 0 (أول مشاركة)                   |
| فرنسا                | بطل المجموعة 1 | 12 أكتوبر 1991    | 2 (1960، 1984)                   |
| إسكتلندا             | بطل المجموعة 2 | 13 نوفمبر 1991    | 0 (أول مشاركة)                   |
| رابطة الدول المستقلة | بطل المجموعة 3 | 13 نوفمبر 1991    | 5 (1960، 1964، 1968، 1972، 1988) |
| الدنمارك             | DNQ            | 30 مايو 1992      | 3 (1964، 1984، 1988)             |
| ألمانيا              | بطل المجموعة 5 | 20 نوفمبر 1991    | 5 (1972، 1976، 1980، 1984، 1988) |
| هولندا               | بطل المجموعة 6 | 4 ديسمبر 1991     | 3 (1976، 1980، 1988)             |
| إنجلترا              | بطل المجموعة 7 | 13 نوفمبر 1991    | 3 (1968، 1980، 1988)             |

## الملاعب
| غوتنبرغ ستوكهولم مالمو نورشوبينغبطولة أمم أوروبا 1992 (السويد) | غوتنبرغ       | ستوكهولم      |
| -------------------------------------------------------------- | ------------- | ------------- |
| غوتنبرغ ستوكهولم مالمو نورشوبينغبطولة أمم أوروبا 1992 (السويد) | أوليفي        | ملعب روسوندا  |
| غوتنبرغ ستوكهولم مالمو نورشوبينغبطولة أمم أوروبا 1992 (السويد) | السعة: 44,000 | السعة: 40,000 |
| غوتنبرغ ستوكهولم مالمو نورشوبينغبطولة أمم أوروبا 1992 (السويد) |               |               |
| غوتنبرغ ستوكهولم مالمو نورشوبينغبطولة أمم أوروبا 1992 (السويد) | مالمو         | نورشوبينغ     |
| غوتنبرغ ستوكهولم مالمو نورشوبينغبطولة أمم أوروبا 1992 (السويد) | ملعب مالمو    | إيدروتسباركن  |
| غوتنبرغ ستوكهولم مالمو نورشوبينغبطولة أمم أوروبا 1992 (السويد) | السعة: 30,000 | السعة: 23,000 |
| غوتنبرغ ستوكهولم مالمو نورشوبينغبطولة أمم أوروبا 1992 (السويد) |               |               |

## مرحلة المجموعات

### المجموعة الأولى
| م | الفريق     | لعب | ف | ت | خ | أ.له | أ.ع | أ.ف | نقاط | التأهل                      |
| - | ---------- | --- | - | - | - | ---- | --- | --- | ---- | --------------------------- |
| 1 | السويد (H) | 3   | 2 | 1 | 0 | 4    | 2   | +2  | 5    | تأهل إلى مرحلة خروج المغلوب |
| 2 | الدنمارك   | 3   | 1 | 1 | 1 | 2    | 2   | 0   | 3    | تأهل إلى مرحلة خروج المغلوب |
| 3 | فرنسا      | 3   | 0 | 2 | 1 | 2    | 3   | −1  | 2    |                             |
| 4 | إنجلترا    | 3   | 0 | 2 | 1 | 1    | 2   | −1  | 2    |                             |

| السويد           | 1–1   | فرنسا              |
| ---------------- | ----- | ------------------ |
| يان إيريكسون 24' | تقرير | جان بيير بابان 58' |

| الدنمارك | 0–0   | إنجلترا |
| -------- | ----- | ------- |
|          | تقرير |         |

| فرنسا | 0–0   | إنجلترا |
| ----- | ----- | ------- |
|       | تقرير |         |

| السويد           | 1–0   | الدنمارك |
| ---------------- | ----- | -------- |
| توماس برولين 58' | تقرير |          |

| السويد                                | 2–1   | إنجلترا       |
| ------------------------------------- | ----- | ------------- |
| - يان إيريكسون 51' - توماس برولين 82' | تقرير | ديفيد بلات 4' |

| فرنسا              | 1–2   | الدنمارك                            |
| ------------------ | ----- | ----------------------------------- |
| جان بيير بابان 60' | تقرير | - هنريك لارسن 8' - لارس إلستروب 78' |

### المجموعة الثانية
| م | الفريق               | لعب | ف | ت | خ | أ.له | أ.ع | أ.ف | نقاط | التأهل                      |
| - | -------------------- | --- | - | - | - | ---- | --- | --- | ---- | --------------------------- |
| 1 | هولندا               | 3   | 2 | 1 | 0 | 4    | 1   | +3  | 5    | تأهل إلى مرحلة خروج المغلوب |
| 2 | ألمانيا              | 3   | 1 | 1 | 1 | 4    | 4   | 0   | 3    | تأهل إلى مرحلة خروج المغلوب |
| 3 | إسكتلندا             | 3   | 1 | 0 | 2 | 3    | 3   | 0   | 2    |                             |
| 4 | رابطة الدول المستقلة | 3   | 0 | 2 | 1 | 1    | 4   | −3  | 2    |                             |

| هولندا            | 1–0   | إسكتلندا |
| ----------------- | ----- | -------- |
| دينيس بيركامب 75' | تقرير |          |

| رابطة الدول المستقلة              | 1–1   | ألمانيا        |
| --------------------------------- | ----- | -------------- |
| إيغور دوبروفولسكي 64' (ركلة جزاء) | تقرير | توماس هسلر 90' |

| إسكتلندا | 0–2   | ألمانيا                                      |
| -------- | ----- | -------------------------------------------- |
|          | تقرير | - كارل-هاينتس ريدله 29' - شتيفان إيفنبرغ 47' |

| هولندا | 0–0   | رابطة الدول المستقلة |
| ------ | ----- | -------------------- |
|        | تقرير |                      |

| هولندا                                                 | 3–1   | ألمانيا            |
| ------------------------------------------------------ | ----- | ------------------ |
| - فرانك ريكارد 4' - روب ويتشجه 15' - دينيس بيركامب 72' | تقرير | يورغن كلينسمان 53' |

| إسكتلندا                                                            | 3–0   | رابطة الدول المستقلة |
| ------------------------------------------------------------------- | ----- | -------------------- |
| - باول مكستاي 7' - براين مككلير 16' - غاري مكأليستر 84' (ركلة جزاء) | تقرير |                      |

## مرحلة خروج المغلوب
|  | نصف النهائي             | نصف النهائي |                   |   | النهائي | النهائي |
|  |                         |             |                   |   |         |         |
|  | 22 يونيو – أوليفي       |             |                   |   |         |         |
|  |                         |             |                   |   |         |         |
|  | هولندا                  | 2 (4)       |                   |   |         |         |
|  | هولندا                  | 2 (4)       | 26 يونيو – أوليفي |   |         |         |
|  | الدنمارك (ج.)           | 2 (5)       |                   |   |         |         |
|  | الدنمارك (ج.)           | 2 (5)       | الدنمارك          | 2 |         |         |
|  | 21 يونيو – ملعب روسوندا |             | الدنمارك          | 2 |         |         |
|  |                         | ألمانيا     | 0                 |   |         |         |
|  | السويد                  | ألمانيا     | 0                 | 2 |         |         |
|  | السويد                  |             |                   | 2 |         |         |
|  | ألمانيا                 | 3           |                   |   |         |         |
|  | ألمانيا                 | 3           |                   |   |         |         |

### نصف النهائي
| السويد                                             | 2–3   | ألمانيا                                       |
| -------------------------------------------------- | ----- | --------------------------------------------- |
| - توماس برولين 64' (ضربة جزاء) - كينيث أندرسون 89' | تقرير | - توماس هسلر 11' - كارل-هاينتس ريدله 59'، 88' |

| هولندا                                 | 2–2 (ب.و.إ.) | الدنمارك            |
| -------------------------------------- | ------------ | ------------------- |
| - دينيس بيركامب 23' - فرانك ريكارد 86' | تقرير        | هنريك لارسن 5'، 33' |

### النهائي
| الدنمارك                         | 2–0   | ألمانيا |
| -------------------------------- | ----- | ------- |
| - جون ينسن 18' - كيم فيلفورت 78' | تقرير |         |

## إحصاءات

### الهدافين
| 3 أهداف - هنريك لارسن - كارل-هاينتس ريدله - دينيس بيركامب - توماس برولين هدفين - جان بيير بابان - توماس هسلر - فرانك ريكارد - يان إيريكسون | هدف واحد - إيغور دوبروفولسكي - جون ينسن - لارس إلستروب - كيم فيلفورت - ديفيد بلات - شتيفان إيفنبرغ - يورغن كلينسمان - روب ويتشجه - باول مكستاي - براين مككلير - غاري مكأليستر - كينيث أندرسون |

### أسرع هدف
في الدقيقة الثانية : فرانك ريكارد (هولندا × ألمانيا)

### معدل التهديف
2,13 هدف في المباراة الواحدة

## وصلات خارجية
- إحصائيات البطولة